# Tourch
Tourch (bret. Tourc'h) – miejscowość i gmina we Francji, w regionie Bretania, w departamencie Finistère.
Według danych na rok 1990 gminę zamieszkiwało 820 osób, a gęstość zaludnienia wynosiła 42 osoby/km² (wśród 1269 gmin Bretanii Tourch plasuje się na 651. miejscu pod względem liczby ludności, natomiast pod względem powierzchni na miejscu 512.).